# Euplexia roseola
Euplexia roseola là một loài bướm đêm trong họ Noctuidae.